# 阿瓜迪亚

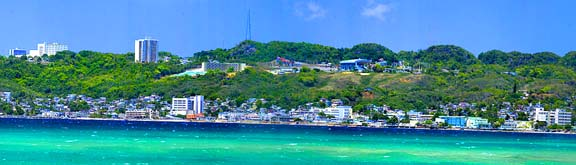
Aguadilla

阿瓜迪亚（西班牙語：Aguadilla）是波多黎各的一座城市，位于波多黎各岛西北角，距圣胡安130公里，面积197.7平方公里，人口64,685人（2000年）。